# Скилеон
Ски́леон (греч. Ακρωτήριο Σκύλλαιο) — мыс, юго-восточная оконечность горного массива Адерес и Арголиды, крайняя восточная оконечность полуострова Пелопоннес, к востоку от деревни Тризин и древнего города Трезен. Вместе с мысом Сунион составляет крайние оконечности входа в залив Сароникос Эгейского моря, а вместе с мысом Малея — в залив Арголикос. У мыса находятся острова Целевиния (Скили и Спати). Административно относится к общине Порос в периферийной единице Острова в периферии Аттика.

## История
Известен в древности как Скиллей (Скиллеон, Скиллайон, Сциллей, др.-греч. Σκύλλαιον, Σκυλλαῖον, лат. Scyllaeum Promunturĭum). Согласно преданию назван по имени Скиллы, дочери Ниса. Из любви к Миносу предала отца. Благодаря ей Минос взял города Мегара и Нисея. За это Нис бросил её с корабля в море. Волны вынесли её труп на этот мыс. В XIX веке был известен как Скили (Капо Скилли, итал. Capo Skili, Capo Schilli, греч. Κάβο-Σκυλί).
Аристотель, рассказывая в «Афинской политии» о событиях 480 года до н. э., сообщает:
И на будущее время определили, чтобы лица, подвергаемые остракизму, проживали в пределах Гереста и Скиллея или, в противном случае, раз навсегда лишались гражданских прав.
На берегу находятся руины крепости Целевиния (Κάστρο στα Τσελεβίνια), которая датируется XXIII—XIV веком. Исторических данных о крепости нет, крепость считается венецианской, как и крепость в рядом расположенной деревне Термисия. Вероятно, крепость была разрушена до конца XV века. Сохранились западная и северные стены со стороны суши общей длиной около 100 м при толщине 1,5 м. Полукруглая башня на западной стороне имеет высоту 3,5 м. Стены выложены неправильными рядами из грубо обработанных сланцевых блоков. Кладка такая же, как у венецианских крепостей в деревне Макротандалон и в городе Андрос на острове Андрос. Внутри руин крепости находится современная церковь Богородицы (Εκκλησία Παναγία), у стены которой находится древний резервуар для воды с арочным перекрытием.